# Oświęcim
Oświęcim (AFI: [ɔɕˈfjɛɲtɕim], ; in tedesco Auschwitz; in yiddish אָשפֿעצין Oshfetsin, אָשפּיצין Oshpitsin, o אוישוויץ Äuschwitz/Oyshvits; in ebraico אושוויינצ'ים‎?, Oshvyentchim) è un comune urbano polacco dell'omonimo distretto sito nel voivodato della Piccola Polonia. Ricopre una superficie di 30 km² e nel 2011 contava 39 893 abitanti, è situato a circa 60 km da Cracovia.
La città è nota anche con il nome tedesco Auschwitz, che essa prese prima durante la dominazione austro-ungarica e poi durante l'occupazione da parte della Germania nazista, associato all'omonimo campo di concentramento nel quale, durante la seconda guerra mondiale, vennero uccise oltre un milione e centomila persone fra ebrei, sovietici, polacchi, prigionieri di guerra, omosessuali, oppositori politici, sacerdoti cattolici, testimoni di Geova, zingari e disabili.

## Storia
La città, menzionata per la prima volta nel 1117 viene collegata nel 1179 a uno dei ducati della Slesia.
Oświęcim venne organizzata sotto il diritto tedesco (più precisamente sotto il diritto di Lwowek, che era una variante del Diritto di Magdeburgo) nel 1270.
Nel corso della storia, tedeschi e polacchi vi hanno convissuto pacificamente. Fin dal 1315 Oświęcim fu la capitale di un ducato indipendente, il Ducato di Oświęcim. Nel 1327 divenne vassallo di Boemia. Nel XIV secolo molte persone lasciarono la città. Nel 1457 il re polacco Casimiro IV acquisì i diritti su Oświęcim. Gli ebrei, invitati dai monarchi polacchi a insediarsi nella regione, divennero la maggioranza della popolazione già nel XV secolo. Oświęcim divenne anche uno dei centri della cultura Protestante in Polonia. Il poeta polacco Łukasz Górnicki nacque qui nel 1527.
La città venne distrutta dalle truppe svedesi nel 1655.
Quando la Polonia venne divisa, nel tardo XVIII secolo, il ducato di Oświęcim divenne parte del Regno di Galizia e Lodomeria (una "provincia" autonoma della monarchia asburgica) nel 1772 e venne a trovarsi vicina ai confini con la Russia e il Regno di Prussia.
Dopo la prima guerra mondiale la città ritornò alla Polonia.

### Il complesso concentrazionario di Auschwitz
La città venne occupata dalla Germania nella seconda guerra mondiale, e nel maggio 1940 i tedeschi, convertendo delle caserme appartenute all'esercito polacco, costruirono un campo di concentramento che prese il nome tedesco di Auschwitz.
Tra il maggio 1940 e il gennaio 1945 circa 1.100.000 persone, in gran parte ebrei, morirono ad Auschwitz, che divenne il maggior centro ove il regime hitleriano pose in atto la «soluzione finale». Il complesso si ampliò nel tempo fino ad includere, oltre a numerosi campi satellite, tre campi principali:
- Campo di concentramento di Auschwitz: il campo principale situato all'interno delle ex caserme dell'esercito polacco e centro amministrativo dell'intero complesso;
- Campo di sterminio di Birkenau: situato presso la località di Brzezinka, centro di sterminio dell'intero complesso di Auschwitz ove, all'apice dell'attività, erano in funzione sei camere a gas e quattro forni crematori.
- Campo di lavoro di Monowitz: situato presso la località di Monowice, un grande campo di lavoro sede dell'impianto Buna-Werke, di proprietà del colosso chimico tedesco IG Farben, destinato alla produzione di gomma sintetica.

Dopo la guerra, il governo polacco prese possesso della Buna-Werke, che divenne la principale fonte di impiego per i residenti di Oświęcim in quanto sede di servizi e attività commerciali. Il Campo di Auschwitz divenne invece un museo per la memoria della Shoah.

## Amministrazione

### Gemellaggi
- Kerpen
- Breisach
- Arezzo
- Catania
- Cori
- Sambir
- Latina

## Sport
La squadra di Hockey su ghiaccio di Oświęcim è stata ripetutamente campione di Polonia.